# Karl Wilhelm Müller (Philologe)
Karl Wilhelm Müller (* vielleicht 1801 in Apolda; † 5. August 1874 in Bad Salzungen) war ein deutscher Klassischer Philologe.

## Leben
Karl Wilhelm Müller, der aus einer Handwerkerfamilie stammte, besuchte die Stadtschule in Apolda und das Wilhelm-Ernst-Gymnasium in Weimar, wo er sich vor allem an den Griechischlehrer Ernst Christian Wilhelm Weber anschloss. Ab 1821 studierte Müller Philologie und Geschichte an der Universität Jena (bei Heinrich Karl Eichstädt, Ferdinand Gotthelf Hand, Karl Wilhelm Göttling, Heinrich Luden und Friedrich Gotthilf Osann). Nach einem Semester an der Berliner Universität, wo damals Philipp August Boeckh tätig war, ging Müller im Herbst 1824 als Hilfslehrer an das Weimarer Gymnasium. Dort unterrichtete er in den mittleren und oberen Klassen Latein und Deutsch und führte außerdem Turnunterricht ein.
Zur gleichen Zeit veröffentlichte Müller fachwissenschaftliche und pädagogische Aufsätze, Lexikonartikel und Fachbücher in lateinischer und deutscher Sprache, so 1829 über den epischen Zyklus, 1831 über Simonides’ Frauengedicht und 1831/1832 über Goethes letzte Schaffensjahre. Sein wissenschaftlicher und pädagogischer Ruf brachte es mit sich, dass Müller 1833 an der neu eingerichteten Kantonsschule in Zürich angestellt wurde. Auch an der gleichzeitig errichteten Universität Zürich hielt er als Privatdozent Vorlesungen. Bereits im Herbst desselben Jahres 1833 zog er von Zürich nach Bern weiter, wo er als Direktor des oberen Gymnasiums unter anderem mit dem Entwurf eines neuen Lehrplans für die Gymnasialstufe betraut war. Auch in Bern wirkte Müller als Privatdozent an der Akademie. Als diese 1834 zur Universität Bern umgestaltet wurde, erhielt Müller dort die Stellung eines außerordentlichen Professors der Klassischen Philologie. Am ebenfalls 1834 eingerichteten Gymnasium Kirchenfeld war Müller Direktor und Lehrer für Griechisch, Deutsch und Literatur. Seine literarische Tätigkeit setzte er ebenfalls fort, indem er über antike Handschriften in der Burgerbibliothek Bern berichtete, etwa über den griechischen Codex 160 (aus dem Besitz von Jean Hurault de Boistaillé) und die Berner Vergil-Handschriften, die für die Überlieferung des Textes und der antiken Scholien von großer Bedeutung sind. Auf seinen Arbeiten baute später der Berner Philologieprofessor Hermann Hagen auf.
Das politisch aufgeheizte Klima in der Schweiz in den 1830er und 1840er Jahre machte Müller eine Berufung in seine Heimat wünschenswert. Gelegenheit dazu ergab sich 1846 nach dem Tod von Christian Lorenz Sommer, des Direktors des Gymnasiums zu Rudolstadt. Am 29. November 1846 ernannte der Fürst von Schwarzburg-Rudolstadt Müller zu Sommers Nachfolger, und nachdem Müller am 12. Dezember seine Entlassung aus dem Dienst der Republik Bern erhalten hatte, siedelte er im Frühjahr 1847 nach Rudolstadt um. Dort wirkte er bis 1868 in Verbindung mit mehreren verdienten Kollegen (unter anderem Ernst Klussmann, Rudolf Hercher, Berthold Sigismund, Albert Lindner und Wilhelm Dittenberger) mit großem Erfolg. Abgesehen vom hohen Niveau des Griechischunterrichts, der vom preußischen Schulrat Karl Gustav Heiland auf einer Revision 1868 bescheinigt wurde, machte sich Müller vor allem durch Stiftungen für besondere Schülerleistungen verdient, darunter eine „Müller-Stiftung“ für Leistungen im Turnunterricht und eine „Goethe-Schiller-Stiftung“ für den Deutschunterricht. Im selben Jahr trat Müller nach einer gelungenen Staroperation in den Ruhestand, den er in Weimar verlebte. Er starb bei einem Kuraufenthalt in Bad Salzungen. Sein schriftlicher Nachlass ging in die Hände von Gustav Emil Lothholz über, der ihn der Anna-Amalia-Bibliothek in Weimar übergab.

## Schriften (Auswahl)
- De cyclo Graecorum epico et poetis cyclicis scripsit eorum fragmenta collegit et interpretatus est Dr. Carolus Guilielmus Müller, Thuringus. Leipzig 1829
- Nonnulla ad interpretandum carmen Simonidis de mulieribus inscriptum pertinentia. Jena 1831 (Gratulationsschrift)
- Goethe’s letzte literarische Thätigkeit, Verhältniß zum Ausland und Scheiden nach den Mittheilungen seiner Freunde dargestellt. Jena 1832
- Analecta Bernensia, Particula I: De Boëstallerii bibliotheca Graeca. Bern 1839 (Vorlesungsverzeichnis)
- Analecta Bernensia, Particula III: De codicibus Virgilii, qui in Helvetiae bibliothecis asservantur, specimine varietatis scripturae et scholiorum addito et octo tabulis lithographicis adjunctis. Bern 1841 (Vorlesungsverzeichnis)
- De Brunone Florentino historico saeculi decimi tertii. Bern 1844 (Vorlesungsverzeichnis)
- Commentaria Iunilii Flagrii, T. Galli et Gaudentii in Virgilii septem priores eclogas, nunc primum ex codice Bernensi edita. Rudolstadt 1847 (Schulprogramm)
- Commentaria Iunilii Flagrii, T. Galli et Gaudentii in Virgilii eclogas et georgicorum libros, nunc primum ex codice Bernensi edita; particula secunda. Rudolstadt 1852 (Schulprogramm)
- Emendationes Platonicae. Rudolstadt 1852 (Schulprogramm)
- Commentaria Iunilii Flagrii, T. Galli et Gaudentii in Virgilii eclogas et georgicorum libros, nunc primum ex codice Bernensi edita; particula tertia. Rudolstadt 1852 (Schulprogramm)
- Commentaria Iunilii Flagrii, T. Galli et Gaudentii in Virgilii georgicorum nunc primum ex codice Bernensi edidit; particula quarta. Rudolstadt 1854 (Schulprogramm)